# Hakkai Shiba
Hakkai Shiba (柴八戒 Shiba Hakkai), es un personaje ficticio de la serie de anime y manga Tokyo Revengers, creado por Ken Wakui, Hakkai es el hermano menor de la familia Shiba, es el vicecapitán de la segunda división de la ToMan y exmiembro de la 10° generación de los Black Dragon. Es interpretado en japonés por Tasuku Hatanaka.

## Creación
Ken Wakui tuvo la idea de crear un trío de hermanos pero con indiferencias entre ellos y la trama del maltrato y los abusos serían partes de la familia Shiba, creó a Hakkai con una personalidad de niño como alguien problemático y al crecer cambiaría para proteger a los que más quiere, su hermana.

## Apariencia

### Línea temporal del futuro
Hakkai es un chico de alta estatura mide 1,93 cm y llegando a ser casi el tamaño de Draken. Sus ojos son de color índigo con unas pestañas bastante largas, tiene su cabello corto es de un tono azul imperial. Tiene el lado izquierdo de la cabeza afeitado formando un patrón de líneas curvas a lo largo de su cabello,  Lleva un único pendiente en forma de lágrima en su oreja izquierda, además tiene una cicatriz recta que atraviesa verticalmente el lado izquierdo de su labio.

### Línea temporal del pasado
Hakkai en el pasado desde muy pequeña edad era un adolescente extrovertido y por los problemas familiares que tenía era  nombrado como "Problemático" ya que tenía y sentía la satisfacción de hacer sufrir a los demás niños, era un poco enojado con las personas desconocidas pero llega a tener una buena actitud con personas cercanas con el, tuvo un pequeño incidente dejándole una cicatriz que atraviesa su labio.  
Hakkai se caracterizaba por proteger a las personas cercanas a él: esto es demostrado cuando protege a su hermana mayor Yuzuha Shiba de los abusos de su otro hermano mayor Taiju Shiba, Hakkai comenzó a cambiar su personalidad agresiva cuando conoció a Mitsuya Takashi.

## Vestimenta

### Juventud
Cuando Hakkai era un niño tenía una vestimenta reprobable por los descuidados familiares, ya que este mismo no tenía progenitores, y su hermano Taiju Shiba, lo cuidaba y le enseñaba de la peor forma Disciplina, vestia una camisa blanca y un pantalón negro.

### Vestimenta de Black Dragon
En su adolescencia Hakkai estuvo involucrado en varios hechos de violencia en Tokio por parte de la pandilla liderada por su hermano mayor, Vestía una chaqueta blanca con un símbolo en forma de Dragón de color amarrillo y algunas chaquetas tienen el dragón de color negro con las líneas de color blanco con un pantalón blanco.

### Vestimenta de Tokyo Manji Gang
Mientras Hakkai era Vice-Capitán de Tokyo Manji  y apoyaba a Mitsuya  y a Takemichi en algunas batallas Hakkai no estuvo directamente involucrado en las batallas de la ToMan, Hakkai tenía la vestimenta particular de la ToMan Una chaqueta negra con un símbolo de color amarrillo (en algunos uniformes el símbolo es de color rojo) y un pantalón de color negro.

## Personalidades

### Personalidad del pasado: Agresividad
Cuando Hakkai era un niño se comportaba de una forma agresiva hacia otros niños llegando a tener el apodo de "Problematico" de parte de sus vecinos, está agresividad se debía a los maltratos recibidos de parte de su hermano mayor, sin cómo poder sacar la frustración y su ira hacía su hermano, este terminaba golpeando a otros niños llegando a tal punto de dejarlos malheridos.

### Personalidad del pasado-presente: Amabilidad y Protección
Cuando Hakkai era niño conoció a Mitsuya, este mismo comenzó a enseñarle a respetar a los demás y a no usar su fuerza para hacer daño a otras personas, si no a proteger a otras personas, esto fue demostrado cuando su hermano mayor Taiju estaba golpeando a su hermana, este mismo se interpuso entre la discusión y enfrentó a su  violento hermano. 
Desde que Hakkai Shiba conoció a Mitsuya ha comenzado a dejar sus sentimientos de Agresividad hacia otros, este mismo a aprendido cosas buenas y a controlar su fuerza para usarla para el bien.

## Habilidades

### Fuerza
Hakkai puede ser que no sea tan fuerte como su hermano mayor Taiju, pero tiene la capacidad de derribar a un pandillero de un golpe, esto fue demostrado en el capítulo 19 del anime con el inicio de la pelea de bandas en el deshuesadero de carros.

### Autoridad y negociación
Hakkai tiene un enorme cargo 
Como vice-capitán de la Segunda División de la Tokyo Manji, él puede dar órdenes a todo el escuadrón sin problemas en el caso de que Mitsuya este ausente, de lo contrario tendrá que obedecer a Mitsuya en las batallas.